# Rhamphochromis lucius
Rhamphochromis lucius là một loài cá thuộc họ Cichlidae. Nó được tìm thấy ở Malawi, Mozambique, and Tanzania. Môi trường sống tự nhiên của chúng là hồ nước ngọt.

## Sources
- Kazembe, J., Makocho, P. & Mailosi, A. 2005. Rhamphochromis lucius. 2006 IUCN Red List of Threatened Species.  Truy cập ngày 5 tháng 8 năm 2007.